# Cefalotinis
Els cefalotinis (Cephalotini) són una antiga tribu de formigues de la subfamília dels mirmicinins (Myrmicinae), avui considerada un sinònim de la tribu Attini.
Tot i estar mancades d'ales, els mirmecòlegs han observat que poden planar saltant des dels arbres i controlant la direcció de caiguda.